# Ars magna (Lulle)
L'Ars magna, également connu sous le nom d'Ars combinatoria, art lullien, ou tout simplement Ars consiste en un système philosophique créé par Raymond Lulle dans plusieurs ouvrages dont le premier mot du titre est Ars, dans le but de démontrer, à travers une argumentation philosophique rationnelle, la vérité du christianisme moyennant des techniques rationnelles de notation symbolique et diagrammes combinatoires,. Lulle écrivit plusieurs variantes et simplifications de ce système philosophique comme l'Art demostrativa (1283), l'Ars inventiva (1289) ou l'Ars brevis (1308), entre autres, faisant apparaître 16 figures différentes de son Art,.

## Projet lullien
Lulle est né à Majorque en 1232, fils d'une famille aisée. Après trente ans de vie courtisane, il déclare avoir été visité par Dieu en 1274 sur la colline de Randa, une montagne située au centre de Majorque où il s'était retiré pour méditer. Là, suivant une vie d'ermite, il éprouve une révélation divine connue comme l'«illumination de Randa» et il décide d'écrire son système philosophique, l'Ars. C'est pour ce motif qu'on lui attribue le surnom de «Docteur Illuminé». Son système est divisé en trois points, :
- La rédaction d'un livre ("unum librum meliorem de mundo") qui serve à combattre les erreurs des infidèles, surtout des Sarrasins, et à montrer le véritable chemin de la foi à travers des démonstrations irréfutables.
- La création d'écoles pour des missionnaires où s'enseigne l'Ars et les diverses langues des peuples où ils doivent être envoyés prêcher.
- La volonté de martyre exemplaire, selon une logique franciscaine.

Une idée fausse est répandue selon laquelle Lulle voulait atteindre une sorte d'accord ou de dialogue entre les trois religions (chrétienne, musulmane et juive). L'étude de ses œuvres montre surtout que son but est porter l'autre à la foi chrétienne, cette conversion devant se faire en tenant compte de la condition intellectuelle de l'adversaire, afin de lui exposer le mieux possible un principe universel (ou lui faire comprendre que sa religion d'origine n'en a pas).
L'Ars magna voulait constituer une méthode universelle pour toutes les aires du savoir du XIIIe siècle (théologie, sciences naturelles et humaines).